# Montia sessiliflora
Montia sessiliflora är en källörtsväxtart som först beskrevs av George Simpson (botaniker) och som fick sitt nu gällande namn av Peter B. Heenan.
Montia sessiliflora ingår i släktet källörter och familjen källörtsväxter. Inga underarter finns listade i Catalogue of Life.